# Chun Mee
Chun Mee (Xinès: 珍眉; pinyin: zhēn méi; literalment: «celles precioses»; pronunciat [ʈʂə́n.měi]) és un te verd popular. Té un aspecte polsós i és generalment més àcid i menys dolç que altres tes verds. Originalment es va produir només a la província xinesa de Jiangxi, però actualment també es cultiva en altres llocs. El te es divideix en diversos graus amb números. Alguns exemples són: 41022, 4011, 9371, 8147, 9367, 9366, 3008 o 3009. En aquest cas, el número 41022 representa la més alta qualitat, mentre que el número 8147 només consisteix en fulles trencades.
Aquest te cada cop més popular té un sabor definit, una suavitat lleugera i un final net i càlid, fet que el converteix en un excel·lent te verd durant el dia o la nit, amb un bon sabor arrodonit i postgust.
El te Chun Mee, juntament amb el te Assam Bukial, ha estat estudiat per a observar l'índex d'infusió de la cafeïna. L'estudi ha trobat que la difusió de la cafeïna a través de les fulles de te és un procés molt obstaculitzat.